# Skyscrapercity
Skyscrapercity.com är ett Internetforum tillägnat skyskrapor och urban arkitektur i största allmänhet. Med över 330 000 medlemmar och med mer 28 000 000 inlägg i över 500 000 (forum)trådar[när?] är Skyscrapercity världens största forum för arkitektur. Med en stor internationell närvaro är de gemensamma utrymmena dominerade av debatt på engelska, men på de mindre nations- eller världsdelsbundna underforumen dominerar istället de lokala språken.
Skyscrapercity.com grundades på årsdagen av 11 septemberattackerna mot skyskraporna World Trade Center i New York.

## Sverige och Norden
Sedan oktober 2009 har Sverige en egen tråd i underforumet Nordic & Baltic, med över 100 ämnen och mer än 14 000 inlägg (i november 2009). Inlägg kan postas på svenska (danska/norska) och engelska. 
Även Finland har en egen tråd, med ca 15 ämnen och 100 inlägg (i november 2009).